# Райские птицы (фильм)
«Ра́йские пти́цы» (укр. Райські птахи) — художественный фильм режиссёра Романа Балаяна. В 2009 году фильм завоевал кинопремию «Ника» в номинации «Лучший фильм стран СНГ и Балтии».

## Сюжет
В основу сценария были положены сюжетные линии произведений Дмитрия Савицкого — повести «Вальс для К.» (основная) и романа «Ниоткуда с любовью» (вспомогательная).
События фильма происходят в 1981 году. Молодой киевский писатель Сергей Голобородько пишет свой первый роман под влиянием духовного наставника Николая, бывшего политзаключённого, который умеет летать как птица и обучает этому свою возлюбленную Катю, а затем и Сергея.
Наученные летать, Сергей и Катя, оставившая Николая ради Сергея, покидают СССР. Но итог печален: Сергей сожжёт рукопись своего романа и сойдёт с ума, Николай умрёт в тюрьме, и Катя тоже обречена...

## В ролях
- Андрей Кузичев — Сергей Голобородько
- Оксана Акиньшина — Катенька
- Олег Янковский — Коленька
- Егор Пазенко — Никита
- Сергей Романюк — следователь
- Валентин Томусяк — Валентин, хоккеист
- Вячеслав Шеховцов — Ткаченко
- Александр Крыжановский
- Сергей Сипливый — сосед

## Прокат
В прокате Украины фильм транслировался в трёх вариантах — на украинском языке, на русском языке и с английскими субтитрами.